# Hypnites subflagellaris
Hypnites subflagellaris là một loài Rêu trong họ Amblystegiaceae. Loài này được (Casp. & G.A. Klebs) J.-P. Frahm mô tả khoa học đầu tiên năm 2008.